# Gregor Maria Hoff
Gregor Maria Hoff (* 29. Januar 1964 in Mönchengladbach) ist Professor für Fundamentaltheologie und Ökumenische Theologie an der Paris-Lodron-Universität Salzburg.

## Leben
Nach dem Abitur 1983 am Albertus-Magnus-Gymnasium Viersen-Dülken studierte Hoff Klassische Philologie, Katholische Theologie, Philosophie und Germanistik in Bonn und Frankfurt am Main. Von 1994 bis 1996 absolvierte er das Referendariat für die Sekundarstufen I und II in den Fächern Katholische Religion und Deutsch, 1995 wurde er in Bonn mit der Dissertation Aporetische Theologie: Skizze eines Stils fundamentaler Theologie zum Doktor der Theologie promoviert. 1999 habilitierte er sich im Fach Fundamentaltheologie und Religionsphilosophie an der Universität Bonn, wo er sodann Privatdozent war. 
Von 1999 bis 2003 unterrichtete Hoff als Studienrat an der Marienschule Krefeld, einem Gymnasium der Ursulinen. Nach Lehraufträgen in Vallendar, Aachen und Köln wurde er im Jahre 2003 Universitätsprofessor für Fundamentaltheologie und Ökumenische Theologie in Salzburg. Seit 2009 ist Hoff Vize-Präsident des Katholischen Hochschulwerks (Salzburg), stellvertretender Direktor des Instituts für interdisziplinäre Forschung der Görres-Gesellschaft sowie Direktor des Kardinal König-Instituts der Europäischen Akademie der Wissenschaften (Salzburg). Von 2005 bis 2015 war er überdies Obmann der Salzburger Hochschulwochen. Seit November 2015 ist er freier Autor bei der ZEIT.   
Er ist verheiratet und hat zwei Kinder.

## Mitgliedschaften
Hoff ist Mitglied des Kuratoriums der Adalbert-Stiftung. Weiterhin ist er sowohl Mitglied der Glaubenskommission als auch der Unterkommission für die religiösen Beziehungen zum Judentum bei der Deutschen Bischofskonferenz. Am 20. Februar 2014 wurde er als Nachfolger von Hans Hermann Henrix zum Konsultor in die päpstliche Kommission für die Beziehungen zum Judentum berufen.

## Werke

### Monographien
- Aporetische Theologie. Viersen 1995, ISBN 3-930115-06-9 (= Dissertation).
- Die prekäre Identität des Christlichen. Die Herausforderung postmodernen Differenzdenkens für eine theologische Hermeneutik. Paderborn 2001, ISBN 3-506-73948-4 (= Habilitation).
- Offenbarungen Gottes? Eine theologische Problemgeschichte. Regensburg 2007, ISBN 978-3-7917-2091-3.
- Ökumenische Passagen – zwischen Identität und Differenz. Innsbruck 2005, ISBN 3-7022-2711-3.
- Die neuen Atheismen. Kevelaer 2009, ISBN 978-3-8367-0671-1.
- Religionskritik heute. 2004, 2. Aufl.,  Kevelaer 2010, ISBN 978-3-8367-0523-3.
- Stichproben: theologische Inversionen. Innsbruck 2010, ISBN 978-3-7022-3106-4.
- Gegenwärtig Glauben denken. Band 6: Ekklesiologie. Paderborn 2011, ISBN 978-3-506-77315-9.
- Ein anderer Atheismus. Spiritualität ohne Gott? (= Topos Taschenbücher. Band 1020). Regensburg: Pustet 2015.
- Religionsgespenster. Versuch über den religiösen Schock. Paderborn: Schöningh 2017.
- Gegen den Uhrzeigersinn. Ekklesiologie kirchlicher Gegenwarten. Paderborn: Schöningh 2018.

### Kriminalromane
- Welt verloren. Echter, Würzburg 2022, ISBN 978-3-429-05773-2.
- Nebel, am Ende. Echter, Würzburg 2024, ISBN 978-3-429-05953-8.[3]

### Herausgeberschaften
- (Hrsg.) Auf Erkundung. Theologische Lesereisen durch fremde Bücherwelten. Mainz 2005, ISBN 3-7867-2565-9.
- (Hrsg.) Gott im Kommen. Innsbruck 2006, ISBN 978-3-7022-2801-9.
- (Hrsg.) Macht und Ohnmacht. Innsbruck 2007, ISBN 978-3-7022-2869-9.
- (Hrsg.) Lieben – Provokationen. Innsbruck 2008, ISBN 978-3-7022-2963-4.
- (Hrsg.) Die ethnologische Konstruktion des Christentums. Fremdperspektiven auf eine bekannte Religion. Stuttgart 2008, ISBN 978-3-17-020161-3.
- (Hrsg.) Welt-Ordnungen. Innsbruck 2009, ISBN 978-3-7022-3031-9.
- (Hrsg.) Zwischen Ersatzreligion und neuen Heilserwartungen. Umdeutungen von Gesundheit und Krankheit. Freiburg 2010, ISBN 978-3-495-48303-9.
- (Hrsg.) Endlich! Leben und Überleben. Innsbruck 2010, ISBN 978-3-7022-3103-3.
- (Hrsg.) Sicher unsicher. Innsbruck 2011, ISBN 978-3-7022-3148-4.
- (Hrsg.) Religionskonflikte. Zur lokalen Topographie eines Globalisierungsphänomens. Innsbruck 2011, ISBN 978-3-7022-3108-8.
- (Hrsg.) Interdisziplinäre Forschung? Annäherungen an einen strapazierten Begriff . Freiburg 2018, ISBN 978-3-495-81336-2.
- (Hrsg. mit Julia Knop und Benedikt Kranemann): Amt – Macht – Liturgie (= Quaestiones disputatae. Band 308). Herder, Freiburg 2020, ISBN 978-3-451-02308-8.